# Klebsiella planticola
Espèce
Synonymes
- Raoultella planticola (Bagley, Seidler & Brenner, 1982) Drancourt et al., 2001
- Klebsiella trevisanii Ferragut, Izard, Gavini, Kersters, DeLey & Leclerc, 1983

Klebsiella planticola, un temps appelée Raoultella planticola, est une espèce de bactéries de la famille des Enterobacteriaceae. L'espèce ressemble fortement à Klebsiella pneumoniae. Parmi le genre Klebsiella, elle se distingue comme d'autres par sa production d'histamine.

## Taxinomie
Klebsiella planticola est décrite en 1982 par Susan T. Bagley, Ramon J. Seidler et Don J. Brenner. Drancourt et al. placent l'espèce dans le genre Raoultella lorsqu'ils décrivent celui-ci, sur la base de deux gènes seulement, en 2001,. De nombreuses analyses phylogénétiques montrent par la suite que ce dernier genre est niché en plein milieu des Klebsiella et conduisent à l'abandon de ce genre,,,.